# Jorge Eduardo García
Jorge Eduardo García  (Mexikóváros, 2002. augusztus 18. –) mexikói gyermekszínész.

## Élete
Jorge Eduardo García 2002. augusztus 18-án született Mexikóvárosban. Karrierjét 2007-ben kezdte a TV Aztecánál az Amíg tart az életben. 2011-ben a Telemundóhoz szerződött, ahol Lalo szerepét játszotta a Csoda Manhattanben című telenovellában, amiért 2012-ben Premios tu Mundo-díjat kapott a Legjobb gyermek színész kategóriában. Ugyanebben az évben megkapta Juanito szerepét az Utolsó vérig című sorozatban.

## Filmográfia
| Év        | Cím                      | Magyar cím         | Szerep                                                               | TV stúdió |
| --------- | ------------------------ | ------------------ | -------------------------------------------------------------------- | --------- |
| 2013      | Santa Diabla             | A gonosz álarca    | Willy Delgado Martínez                                               | Telemundo |
| 2012-2013 | El rostro de la venganza | Utolsó vérig       | Juan 'Juanito' Mercader / Diego Mercader (gyerek) 'El Niño Monstruo' | Telemundo |
| 2012      | XY. La revista           |                    | Mauricio                                                             |           |
| 2011-2012 | Una maid en Manhattan    | Csoda Manhattanben | Eduardo 'Lalo' Mendoza Luján                                         | Telemundo |
| 2011      | Amar de nuevo            |                    | Pablo 'Pablito'                                                      | TV Azteca |
| 2008      | Secretos del alma        |                    | Andrés 'Andresito' Lascuráin                                         | TV Azteca |
| 2007      | Mientras haya vida       | Amíg tart az élet  | Diego                                                                | TV Azteca |
| 2005      | Los Plateados            |                    | Miguel Angel Emilio Gallardo                                         | Telemundo |